# Гимн Галисии
Ги́мн Гали́сии (галис. himno de Galicia) также галиси́йский ги́мн (галис. himno galego) под официальным названием Os pinos («Сосны») — один из национальных символов Галисии, наряду с гербом и флагом, созданный в 1890 году и закреплённый пунктом 2 Статьи 6 Статута автономии Галисии 1981 года. Текст и музыка официально утверждены Законом 5/1984 от 29 мая 1984 года О символах Галисии. Автор текста — Эдуардо Пондал, композитор — Паскуал Вейга (Pascual Veiga).

## История
Гимн Галисии создавался в период возрождения галисийского языка и литературы (галис. Rexurdimento) 2-й половины XIX века. Пондал был связан с регионалистами, дружил и активно переписывался с идеологом регионализма Мануэлом Мурги́ей. При работе над пятитомной «Историей Галисии» Мургия использовал французские издания и переводы ирландских текстов на английском языке о Бреогане, которые показывал Пондалу. Именно от Мургии Пондал узнал о легендарном вожде кельтов. В те времена часть галисийцев (эллинисты) искала корни своего этноса в Древней Греции, другая часть во главе с Мургией (кельтисты) полагала, что квинтэссенцией галисийского духа является кельтская доминанта, и Пондал придерживался такого же мнения.
В 1888 году галисийский композитор Паскуал Вейга предложил Эдуарду Пондалу написать текст к музыке для участия в предстоящем в Корунье конкурсе на лучший галисийский марш. Основой концепции текста послужила общая идея антологий Rumores de los pinos («Шёпот сосен», 1877) и Queixumes dos pinos («Жалобы сосен», 1886). Обработав стихи сборников, к 1890 году поэт создал поэму Os pinos («Сосны») с учётом замечаний композитора по соответствию слов гимна созданной им мелодии. Результатом совместной работы стал гимн Os pinos, в текст которого вошли только первые 4 строфы поэмы. В поэме не фигурирует понятие «Галисия» — вместо него используются поэтическое сочетание «очаг Бреогана» (fogar de Breogán). Упоминание воинственного и свободолюбивого национального героя и вождя кельтов Бреогана указывает на связь с наследием древних кельтских традиций. Кроме призыва к свободе употребляется широко распространившийся после издания поэмы Франсиско Аньона «Галисия» (1852) образ спящей Галисии, которой необходимо пробудиться ото сна. Для Пондала Бреоган, как основатель Бригандсии (Brigandsia), был эпическим героем комарки Бергантиньос — центра кельтской Галисии. Поэт расценивал легендарного вождя как родоначальника, патриарха галисийцев, обозначенных в его стихах как «раса Бреогана» (raza de Breogán), «сыны Бреогана» (fillos de Breogán), «люди Бреогана» (gente de Breogan). Упоминаемые в некоторых стихах сборника Queixumes dos pinos знаковые детали галисийского пейзажа Бергантиньос «шепчущие сосны» и «высокие сосны» (rumorosos pinos; altos pinos) в других строках ассоциируются с «соснами Свевии» (pinos de Suevia), в иных стихах «высокие сосны» олицетворяют воодушевлённых и смелых героев (Los dos héroes esforzados, / Semejan dos altos pinos). Обозначенное в названии гимна слово «сосны» отсутствует в его тексте, но метафоры os rumorosos («шепчущие [сосны]») и as altas copas («высокие кроны [сосен]») в тексте гимна символизируют галисийцев. В поэтическом языке Пондала в его собственной редакции текста под сочетанием valeroso clan, впоследствии ошибочно измененном на valeroso chan, подразумевается мужественный клан кельтов, а под «нацией Бреогана» (nazón de Breogán) понимается галисийский народ. 
Впервые сочинение было исполнено 20 декабря 1907 года в Гаване на Кубе. Событие было организовано Шосе Фонтенла Леалом (Xosé Fontenla Leal) и прошло в Большом театре Галисийского центра (Gran Teatro do Centro Galego). На первом исполнении присутствовал Мануэл Куррос Энрикес, входящий в триаду главных поэтов галисийского возрождения. Галисийская диаспора на Кубе поддерживала тесные связи с родной землёй и оказывала сильное влияние на политическую и культурную жизнь Галисии. Так, например, идеи создания флага Галисии и Королевской галисийской академии исходили от галисийских эмигрантов на Кубе.
В 1923 году гимн исполнялся на митингах регионалистов, сторонников предоставления автономии. В 1935 году по случаю 100-летия со дня рождения Э. Пондала вышло 2-е издание сборника Queixumes dos pinos с поэмой Os pinos, а текст гимна публиковался в прессе. С 1936 года после провала идеи об обретении автономии в период франкизма, несмотря на то, что Франко был галисийцем, любые проявления национализма и борьба за автономию как различных исторических областей Испании (Страна Басков, Каталония), так и Галисии подавлялись. После смерти Франко гимн исполнялся на собраниях националистов, что c 1976 года стало обычным явлением на площади Кинтана (Quintana) у собора Святого Иакова в Сантьяго-де-Компостела.

## Текст гимна Галисии
Во время написания текста поэмы в галисийском языке отсутствовала единая норма. В 1984 году орфография текста была официально изменена согласно положению о нормализации галисийского языка.
Os pinos в орфографии 1984 года
| Que din os rumorosos na costa verdecente, ao raio transparente do prácido luar? ¿Que din as altas copas de escuro arume arpado co seu ben compasado monótono fungar? Do teu verdor cinguido e de benignos astros, confín dos verdes castros e valeroso chan, non des a esquecemento da inxuria o rudo encono; desperta do teu sono fogar de Breogán. Os bos e xenerosos a nosa voz entenden e con arroubo atenden o noso ronco son, máis sóo os iñorantes e féridos e duros, imbéciles e escuros non os entenden, non. Os tempos son chegados dos bardos das edades que as vosas vaguedades cumprido fin terán; pois, donde quer, xigante a nosa voz pregoa a redenzón da boa nazón de Breogán. |

## Комментарии
1. ↑  Как в испанской, так и в английской версиях Википедии переводы гимна выполнены по некорректной орфографии текста, в котором понятие clan (клан) авторской редакции было заменёно на chan (пол, мостовая, выступающая ровная поверхность > земля, территория (исп. suelo; англ. land)). Тем более, как отметил Мануэл Феррейро, определение valeroso в сочинениях Пондала употреблялось только относительно героев и иных одушевлённых лиц, но никогда не использовалось по отношению к территориям (sistematicamente utilizado en relación a seres humanos e nunca a territorios).